# Giovanni Andrea De Magistris (Caldarola)

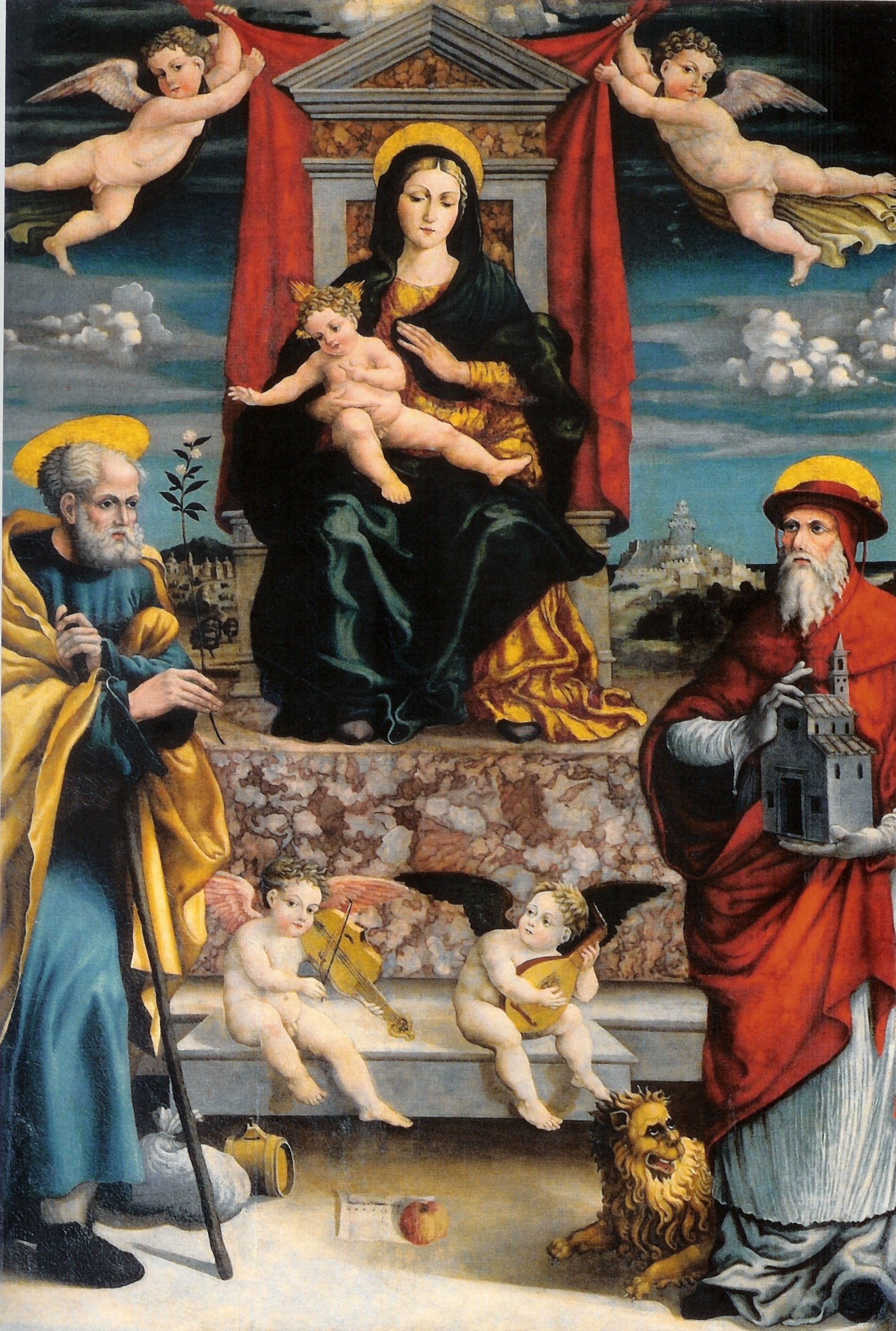
Madonna del Carmelo, GA De Magistris, Collegiata di S. Martino, Caldarola.

Giovanni Andrea De Magistris (Caldarola, 1510 ? (notizie dal 1519) – dopo 1573) è stato un pittore italiano.

## Biografia
Giovanni Andrea figlio di Berardinus Iacobi Magistri de Caldarola, nato probabilmente all'inizio del Cinquicento e Palmisiano, Piergiacomo, Tiberio e Francesca, fu capostipite di una famiglia di pittori di Caldarola in provincia di Macerata, nelle Marche. Anche i figli Simone, Palmino e di Giovanfrancesco, svolsero l'attività di pittori andando così a dar corpo alla cosiddetta Scuola di pittura caldarolese
Il 28 febbraio 1520, come testimoniano i contratti di discipulato rinvenuti, venne accolto nella bottega del pittore tolentinate Marchisiano di Giorgio  insieme ad Antonio figlio di Lorenzo d'Alessandro di San Severino Marche, come  “famuli” , disposti cioè a prestare aiuto anche nella gestione domestica della casa del pittore. Il contratto che Berardino stipulò per suo figlio, giovane apprendista, con Marchisiano venne poi annullato per i due anni ancora da svolgere il 9 gennaio 1522. 
Il 3 giugno 1533 fu stipulato il contratto di matrimonio fra Giovanni Andrea e Camilla, infatti Ambrogio di Giovanni Paolo da Caldarola si era impegnato a versare a Giovanni Andrea di Berardino la dote per la figlia.
Giovanni Andrea de Magistris è stato definito ”un artista periferico”  e anche ”autore senza norma”  eppure le sue numerose opere danno prova della sua personalità ricettiva e vivace capace di accogliere e interpretare le novità che giungevano nelle Marche sia per la presenza di maestri stranieri che per la circolazione delle incisioni a stampa. 
Giovanni Andrea nelle sue opere, nonostante la devota adesione a precisi schemi figurativi, conduce il racconto con un'aria fiabesca che l'articolazione dei piani e la gamma elegante della tavolozza non riescono ad aggiornare secondo il dettato della “maniera romana”. In molte opere “il carattere prevalente del tema iconografico è “raffaellesco”, ma è scomposto in superficie come dal vento di fornda che circolava nelle provincie meridionali della regione e impoveriva l'invenzione il favore di una banalizzazione linguistica in chiave dialettale. Ub riadattamento, tuttavia, che in sé, considerato da sacra rappresentazione, da teatrino popolare, non risulta privo di una autonoma funzionalità espressiva”.
Il primo ad occuparsi di questo pittore fu Antonio Bittarelli e risale al 1975 il suo primo lavoro su questo artista che fu uno dei capostipite della scuola caldarolese. Di recente Giampiero Donnini attribuisce due opere in precedenza ascritte a GA De Magistris a diversi artisti. Si tratta dell'affresco di presente nella chiesa di San Giuseppe a Gagliole e della tela di Ascoli Piceno.
Tra le prime importanti opere di Giovanni Andrea si hanno l'affresco della chiesa parrocchiale di Mecciano, frazione del Comune di Camerino, la Madonna del Carmelo del 1537 nella Collegiata di San Martino a Caldarola e l'affresco, anch'esso datato 1537 che è presente sulla parete laterale della Chiesa di Vestignano sempre nel comune di Caldarola. “La stretta contiguità temporale dei tre reperti ci rivela un'esauriente campionatura delle scelte linguistiche sulle quali il nostro aveva uniformato il proprio lessico. (...) Sotto il profilo linguistico l'affresco di Vestignano costituisce un risultato che di rado l'autore saprà in seguito emulare a simili livelli. La sacra rappresentazione raffigura la Madonna in trono col Bambino tra S. Rocco e S. Sebastiano ed è impostata su di un curioso basamento alleggerito dall'apertura di tre oculi, al cui interno alloggiano altrettante immagini di santi, identificabili in S. Apollonia, Antonio Abate ed Elena. L'apparato scenico che incornicia le figure ostenta una serrata ricerca di aggiornamento, ostentando un complesso architettonico e ornativo che la provincia adottava con l'intento di mostrarsi al passo coi  tempi e di stupire con le “novità” che giungevano in periferia dai centri di evoluta cultura. (…) Da questo arioso proscenio si sporgono slanciate figure di santi, plastico preludio alla statuaria armonia del gruppo divino. La varietà degli elementi formali appare orchestrata secondo un sentimento narrativo non privo di una sua colladata suggestione”. 
Dall'esame di tre opere importanti quali la Madonna del Carmelo del 1537, la Madonna in trono con Bambino e santi di Pieve Torina del 1540 e l’Annunciazione di Sellano del 1543 si evidenzia ancora la vocazione raffaellesca dell'autore, ma su questa matrice Giovanni Andrea amplia il suo repertorio attingendo da quello di Lorenzo Lotto.
“Ne sortisce un linguaggio venato di popolaresche cadenze e di tenera malinconia, privo di nerbo grafico e di tensione plastica, ma riscattato in parte dalla schiettezza dei sentimenti e dalla gradevolezza della compagine cromatica. […] la vena creativa di Giovanni Andrea è alimentata da un raffaellismo di riflesso, mediato con ogni probabilità dall'autore più colto e vivace attivo nella Marca Fermana e nell'Ascolano nel corso della prima metà del XVI secolo: Vincenzo Pagani”.
Nella Pala d'altare di Montesanto oggi custodita nel  Museo diocesano di Spoleto si può ritenere che l'artista abbia raggiunto il suo apice espressivo.

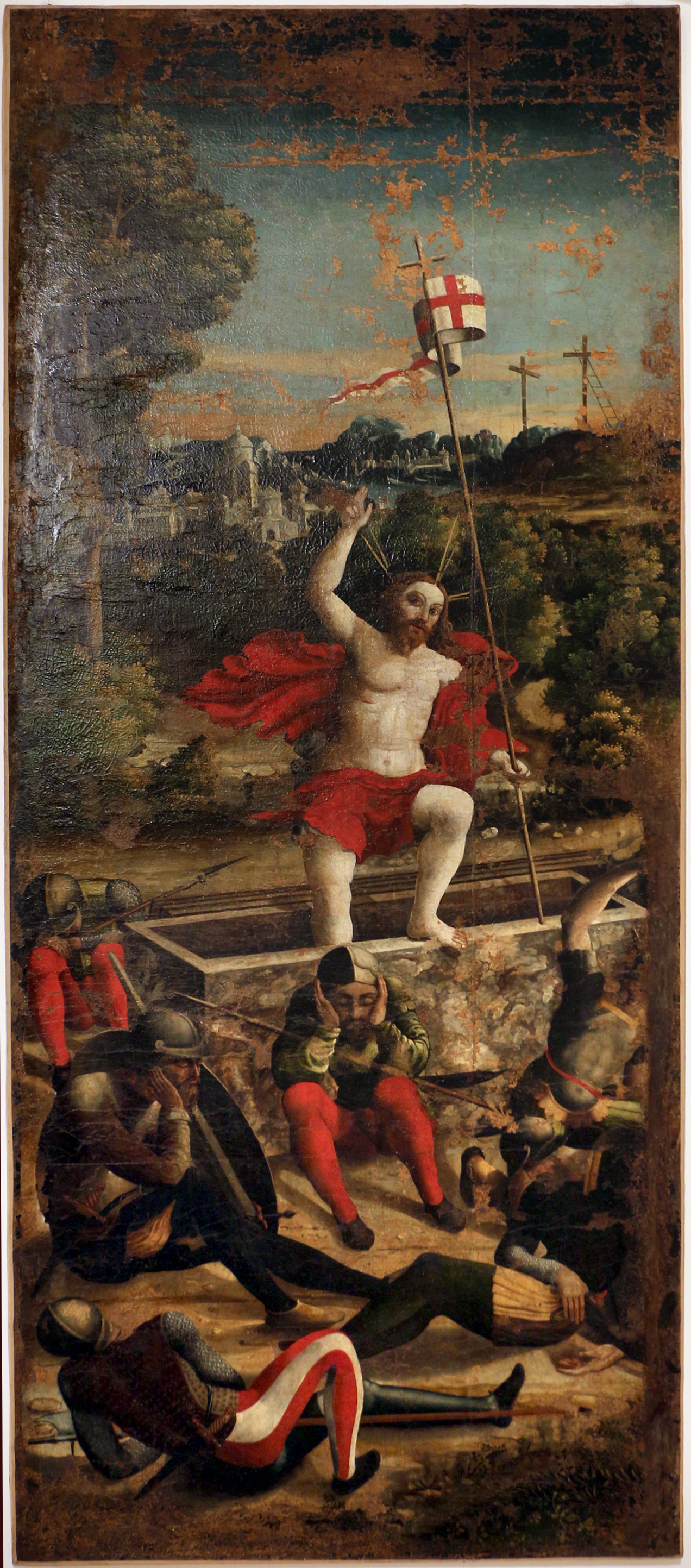
Resurrezione, pinacoteca di Massa Fermana

## Opere
- Soffitto ligneo, 1529, decorazione, Ripatransone (AP), Chiesa di San Francesco, opera andata distrutta nel corso del Novecento.
- Presepio, San Sebastiano e San Rocco, 1530, affresco, 232x253, Gagliole (MC), Chiesa di San Giuseppe.
- Natività, Olio su tela, 298x225, Ascoli Piceno, Sala dei Parati, Duomo.
- Madonna con Bambino, Sant'Anna e frammento di santo, 1536 ?, affresco, 178x235, Camerino, Chiesa di Mecciano
- Madonna del Carmelo, 1537, olio su tavola, 150x210, iscrizione: IO AN ADREA FECIT MDXXXVII, Caldarola (MC), Collegiata di San Martino
- Madonna con Bambino e santi, 1538, affresco, 200x320, iscrizione: HOC OPUS F.F. JOANES / MARTINUS AUGUSTI CO / ET MEDEA UXOR EIUS / MDXXXVIII, Vestignano, Caldarola (MC), Chiesa di San Martino e San Giorgio
- Madonna con Bambino e santi, 1540, olio su tela, 128x193, iscrizione: IO ANDREA DE BERNARDI / NU PITTORE DACALLARO / FECIT / MDXXXX, Pieve Torina (MC), Chiesa parrocchiale di Santa Maria Assunta.
- Annunciazione, 1543, iscrizione: JOA NANDREA / DE CALDEROLA / F. 1543, Sellano (PG), Chiesa di Montevigi ora nel Museo diocesano (Spoleto).
- Sacra Famiglia e santi, Olio su tavola, 150x210, Sellano (PG), Chiesa di Montesantovigi
- Madonna del Rosario, olio su tela, Caldarola (MC), Chiesa dei Santi Gregorio e Valentino
- Madonna della Misericordia, olio su tela, 30x60, Camerino, Museo diocesano proveniente dal un'edicola di Piampalente.
- Sacra Famiglia e santi, 1547, olio su tela, 203x131, iscrizione: IOAN ANDREA DE BERNARDINO DA CALDAROLA 1547, Colfano Camporotondo di Fiastrone (MC), Chiesa conventuale.
- San Giorgio e San Martino, 1551, affresco, iscrizione: ORA PRO NOBIS BEATE MARTINE e IO ANDREA PINTORE DE CALDAROLA FECIT, 1551, Vestignano, Caldarola (MC), Chiesa di San Martino e San Giorgio
- Madonna della Salute e santi, affresco, 172x195, iscrizione: ANDREA PINTORE DE CALDAROLA F. 1551 Camerino, Chiesa parrocchiale di Piampalente.
- Scene della Passione, affresco, iscrizione: JOAN ANDREA PENTORE DA CALDAROLA FECE MDXXXXXII Camerino, Chiesa parrocchiale di Piampalente.
- Presepio, Annunciazione e Misteri del Rosario, 1553, affresco, 225x280, iscrizione: 1553, Vestignano, Caldarola (MC), Chiesa di San Martino e San Giorgio
- Madonna con Bambino, affresco, Castel San Venanzio, Serrapetrona, (MC), Chiesa della Madonna del Ponte.

## Galleria d'immagini
Collegiata di San Martino (Caldarola) 

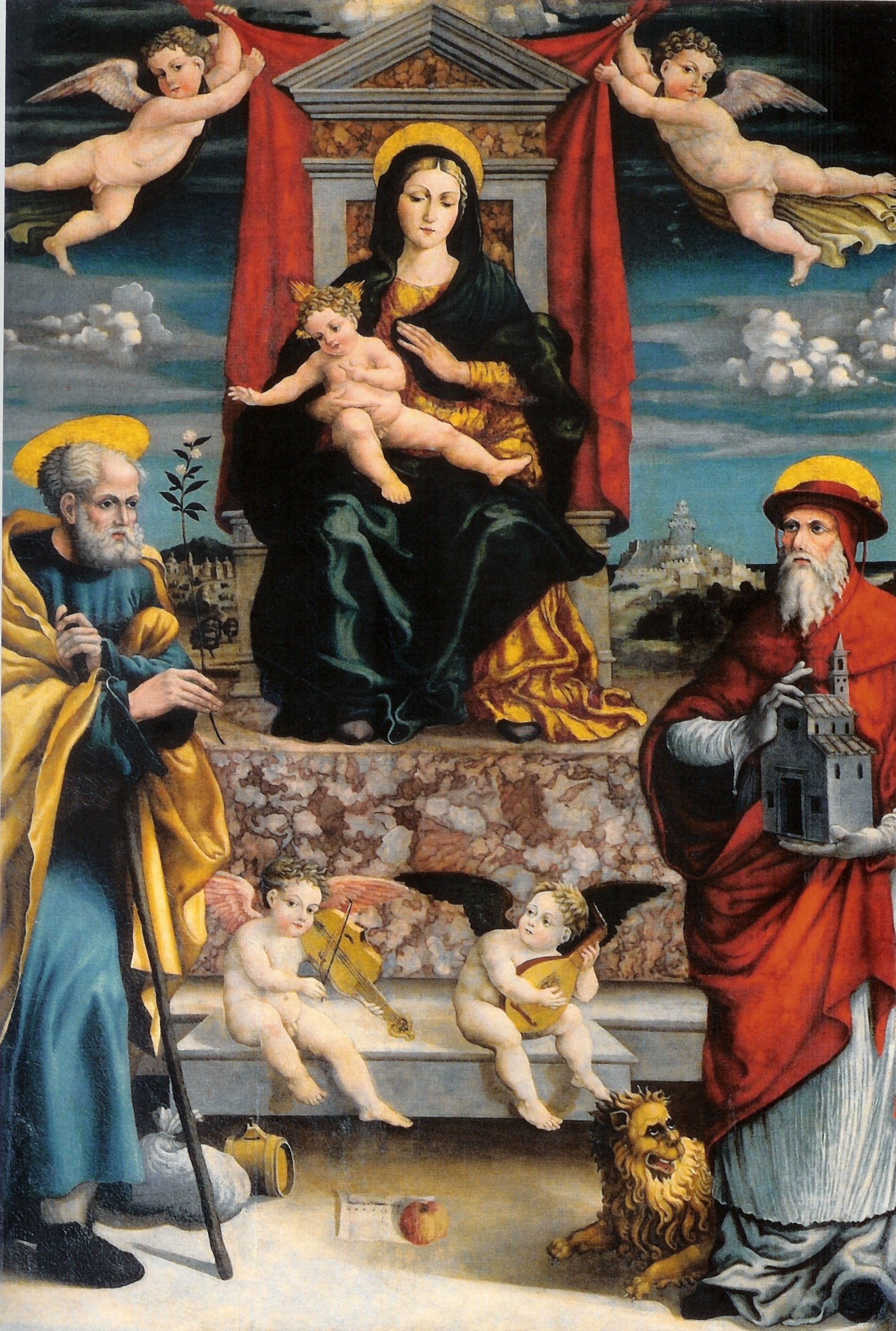
Madonna del Carmelo, 1537, olio su tavola, 150x210, iscrizione: IO AN ADREA FECIT MDXXXVII, altare laterale

 Chiesa dei Santi Martino e Giorgio (Caldarola), prima metà del Cinquecento

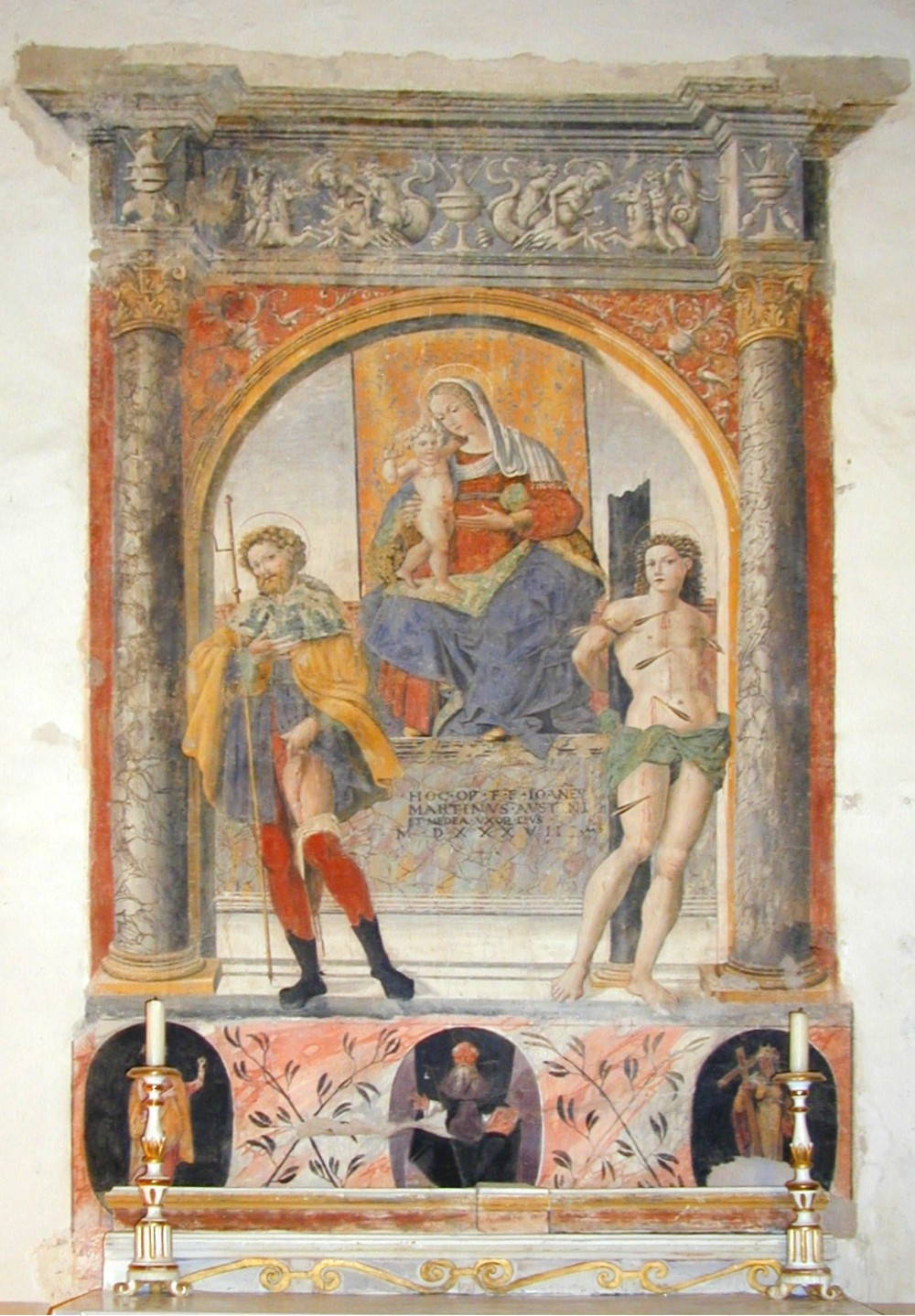
Madonna con Bambino e Santi, 1538, affresco, 200x320, iscrizione: HOC OPUS F.F. JOANES / MARTINUS AUGUSTI CO / ET MEDEA UXOR EIUS / MDXXXVIII
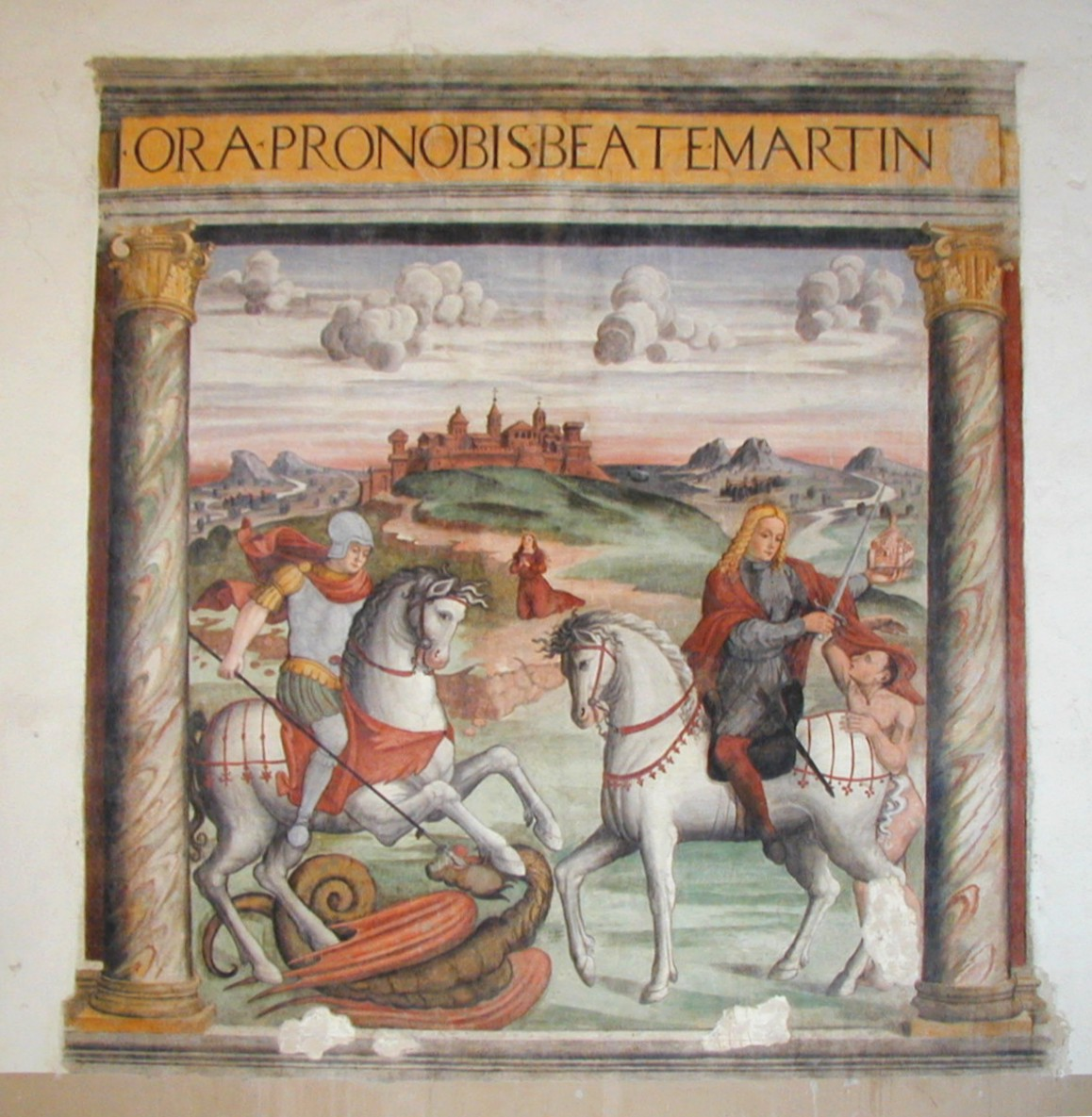
S Giorgio e S Martino,1551, affresco, iscrizione: ORA PRO NOBIS BEATE MARTINE e IO ANDREA PINTORE DE CALDAROLA FECIT, 1551
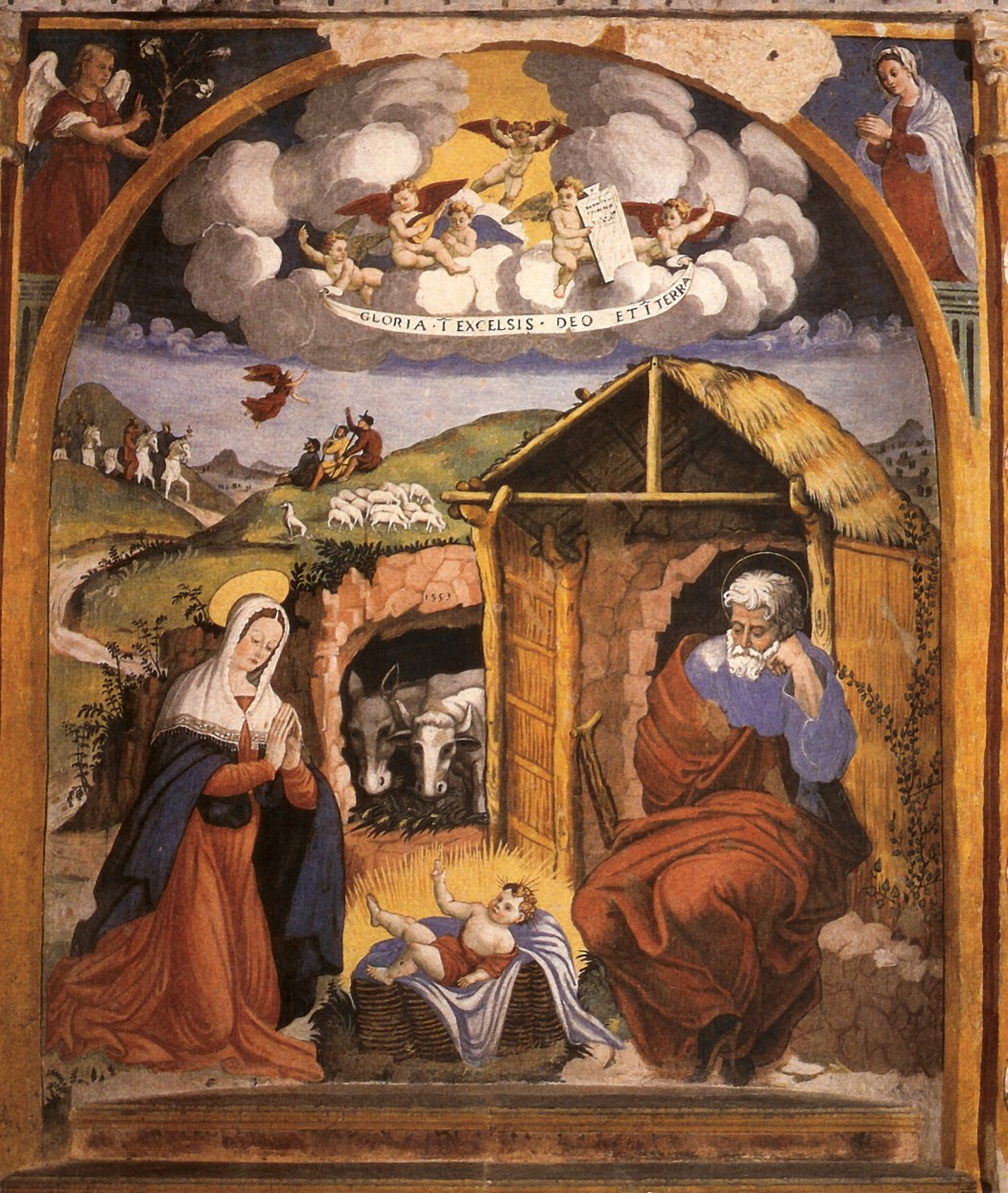
Presepe con Annunciazione, 1553, affresco, 225x280, iscrizione: 1553
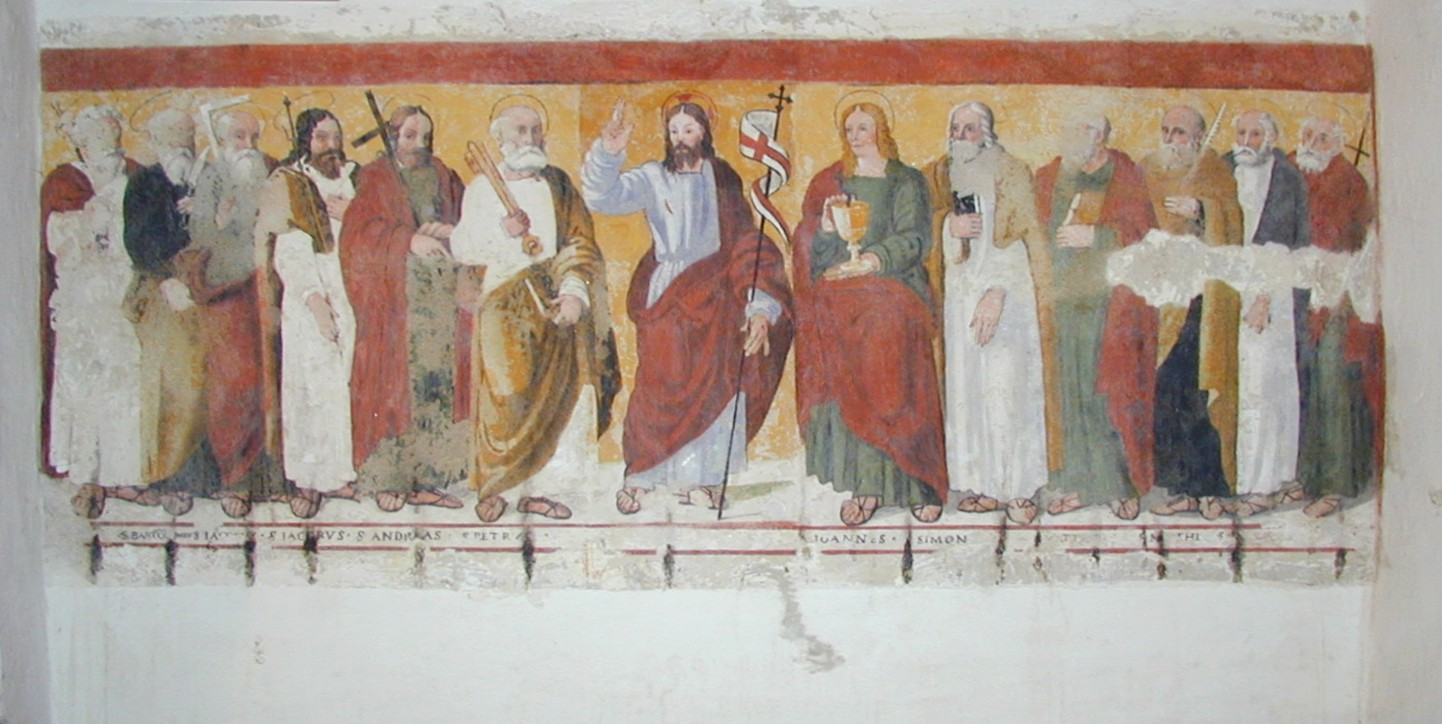
Gesù fra gli Apostoli, affresco